# 호몰라상과
호몰라상과(Homoloidea)는 십각목 해면치레절에 속하는 게 상과의 하나이다. 호몰라상과와 해면치레상과 사이의 근연 관계는 주로 정충의 미세구조적 특징들을 통해서 구축되었다.

## 하위 과
- 호몰라과 (Homolidae)
- 사슴게과 (Latreilliidae)
- 포우피니아과 (Poupiniidae)
- † Gastrodoridae
- † Tithonohomolidae